# Floxsläktet
Floxsläktet (Phlox) är ett växtsläkte i familjen blågullsväxter med ett 70-tal arter. De flesta finns i Nordamerika, men förekommer även i nordöstra Asien. Flera arter odlas som trädgårdsväxter i Sverige.
De är ett- till fleråriga örter. Bladen är strödda till motsatta, enkla, skaftade, lansettlika till äggrunda eller avlånga, spetsiga. Blommorna kommer i toppställda knippen och är blå till röda purpur eller vita. Fodret är smalt, rörlikt till klocklikt. Kronan utbredd med ett smalt kronrör. Ståndarna är vanligen oliklånga och kortare än kronan. Pistillen är smal. Frukten är en trerummig kapsel.